# Angel in Disguise (Musiqq)
Angel in Disguise è un singolo del duo lettone Musiqq; ha rappresentato la Lettonia all'Eurovision Song Contest 2011, venendo eliminato nella seconda semifinale.
Si è classificata ottava nella classifica nazionale.

## Tracce
1. Angel in Disguise – 3:05
2. Abrakadabra – 3:41
3. Dance with Somebody – 3:08
4. Angel in Disquise (Boyza II Remix) – 4:35
5. Angel in Disquise (Karaoke) – 3:03